# Artoria albopedipalpis
Artoria albopedipalpis Framenau, 2002 è un ragno appartenente alla famiglia Lycosidae.

## Etimologia
Il nome proprio della specie è composto dall'aggettivo latino albus, -a, -um, cioè bianco e dal sostantivo pedipalpis, che indica i pedipalpi del maschio; il tutto è in riferimento ai peli bianchi presenti sul dorso del cymbium dei pedipalpi, carattere distintivo di questa specie.

## Caratteristiche
Morfologicamente simile a A. mckayi, se ne distingue per la forma dell'epigino: un largo ovoide piatto, mentre la A. mckay ha un'apertura molto piccola dai bordi sclerotizzati.
I maschi hanno una lunghezza totale di 5,9 millimetri; il cefalotorace misura 2,9 millimetri di lunghezza e 2,1 di larghezza.
Le femmine hanno una lunghezza totale di 6,8 millimetri; il cefalotorace misura 2,9 millimetri di lunghezza e 2,1 di larghezza.

## Distribuzione
La specie è stata reperita nell'Australia sudorientale: presso la località di Lerderberg, nello stato di Victoria il 16 luglio 1996 è stato rinvenuto l'olotipo maschile; altri esemplari nelle località di Weirs Crossing, Barjarg, Buckland Junction, Goulbourn, Kiewa, Wuk Wuk Bridge e Wangaratta, sempre nello stato di Victoria.

## Tassonomia
Al 2016 non sono note sottospecie e dal 2002 non sono stati esaminati nuovi esemplari.